# شلاط
شلّاط (الاسم العلمي Sphaerites)، جنس حشرات من الخنافس وفصيلة الشلاطيات وهو الجنس الوحيد في الفصيلته، ويرتبط أرتباطًا وثيقًا بفصيلة خنفسيات ممثلة. أنواعها أربعة منتشرة في معظم أقاليم البلاد المعتدلة الحرارة. أجسامها صغيرة، شبه بيضية الشوزن، تطول من 4.5 إلى 7 مم. رؤوسها شبه مكورة. عيونها صغيرة، بارزة. قرونها الاستشعارية صولجانية. تآشيرها وفكوكها ضلعية. ملامسها كبيرة، مسننة الحافة الداخلية. كواسلها مستعرضة، حادة الأطراف الجانبية والأمامية. أغمادها لاحقة. قوائمها شديدة النشط. أثوابها سوية الألوان، تكثر فيها الجؤوة السوداء المواج. تعيش على البراز والمواد العضوية المختمرة والمنحلة.

## الأنواع
هناك أربع أجناس معروفة في جنس الشلاط:* Sphaerites dimidiatus Jurecek, 1934 i c g
- Sphaerites glabratus (Fabricius, 1792) i c g
- Sphaerites nitidus Löbl, 1996 i c g
- Sphaerites politus Mannerheim, 1846 i c g b

Data sources: i = ITIS, c = Catalogue of Life, g = GBIF, b = Bugguide.net